# Sedum nuttallianum
Sedum nuttallianum là một loài thực vật có hoa trong họ Crassulaceae. Loài này được Raf. miêu tả khoa học đầu tiên năm 1832.